# Carl Amos
Carl Amos (Estados Unidos, 1961) es un exbaloncestista estadounidense que se desempeñaba como pívot.

## Carrera universitaria
Carl Amos jugó durante cuatro años en los Missouri Tigers, el equipo de balonceseto de la Universidad de Misuri en Columbia que formaba parte de la Big Eight Conference de la División I de la NCAA. En total actuó en 85 encuentros, jugando un promedio de 7.2 minutos por partido con marcas de 1.9 puntos y 1.9 rebotes por juego. 

### Universidades
| Club            | País           | Clase     | Año         |
| --------------- | -------------- | --------- | ----------- |
| Missouri Tigers | Estados Unidos | Freshman  | 1977 - 1978 |
| Missouri Tigers | Estados Unidos | Sophomore | 1978 - 1979 |
| Missouri Tigers | Estados Unidos | Junior    | 1979 - 1980 |
| Missouri Tigers | Estados Unidos | Senior    | 1980 - 1981 |

## Trayectoria
Amos desarrolló su carrera como jugador profesional entre Israel, Francia y Argentina. En el país sudamericano fue tres veces campeón: en la temporada 1986 como miembro del plantel de Ferro, y en las temporadas 1990-91 y 1992-93 como miembro del plantel de GEPU de San Luis. Adquirió la ciudadanía argentina para dejar de ocupar uno de los cupos de extranjeros y jugar como ficha nacional. 

### Clubes
| Club                | País      | Año         |
| ------------------- | --------- | ----------- |
| Ironi Ramat Gan     | Israel    | 1981 - 1985 |
| Ferro               | Argentina | 1985 - 1987 |
| Hapoel Tel Aviv     | Israel    | 1987 - 1988 |
| RC Toulouse         | Francia   | 1988 - 1989 |
| GEPU                | Argentina | 1990 - 1994 |
| Peñarol             | Argentina | 1994 - 1995 |
| Andino              | Argentina | 1995 - 1996 |
| Ferro               | Argentina | 1996 - 1998 |
| Regatas San Nicolás | Argentina | 1998 - 1999 |

## Palmarés

### Campeonatos nacionales
- Actualizado hasta el 23 de mayo de 2016.

| Título            | Club  | País      | Año         |
| ----------------- | ----- | --------- | ----------- |
| Campeón de la LNB | Ferro | Argentina | 1986        |
| Campeón de la LNB | GEPU  | Argentina | 1990 - 1991 |
| Campeón de la LNB | GEPU  | Argentina | 1992 - 1993 |